# Bernard Virat
Bernard Virat, né le 16 juillet 1921 à Paris et mort le 16 février 2003 à Saint-Gilles-Croix-de-Vie en Vendée, est un vétérinaire et biologiste français.

## Le chercheur
Après avoir effectué sa scolarité au lycée Buffon à Paris, dans le 15e arrondissement, et après l'obtention du baccalauréat, il fait une année de propédeutique PCB (Certificat d'études physiques, chimiques et biologiques), préparatoire aux études de médecine, et passe avec succès le concours d'entrée aux écoles nationales vétérinaires.
En 1939, il entre à l'École nationale vétérinaire d'Alfort, d'où il sort diplômé en 1943. Dès sa sortie de l'école, soutenu par Gaston Ramon, ami de sa famille, il est reçu comme boursier à l'annexe de l'Institut Pasteur de Marnes-la-Coquette (Garches), dans le service de sérothérapie dirigé par un autre vétérinaire, Édouard Lemétayer. Il y est chargé de l'hyperimmunisation des six cents chevaux producteurs de sérum, de leur entretien et de leur surveillance sanitaire.
En 1944, il soutient, avec l'appui et les conseils de Gaston Ramon, sa thèse de doctorat vétérinaire sur un sujet de la plus grande importance :  Les Substances adjuvantes et stimulantes de l'immunité : Principe et applications. Il est nommé assistant provisoire à l'Institut Pasteur. Durant cette période passée à Garches, il publie plusieurs notes dans diverses revues scientifiques, portant principalement sur la production des sérums anti-aphteux et antitétanique, ainsi que sur l’immunisation contre l’infection par le bacille de Preiz-Nocard (Corynebacterium pseudotuberculosis) chez le cheval.
En 1945 et 1946, il effectue son service militaire à la Garde Républicaine de Paris, puis il rejoint le service de sérothérapie de l'Institut Pasteur de Paris, dirigé par René Lamy. Après sa titularisation comme assistant de 2e classe, il entre dans le service des vaccins vétérinaires dirigé par André Staub . Il est chargé de la préparation des vaccins contre le charbon bactéridien, le rouget du porc, le choléra des poules. Il suit le « grand cours de microbiologie » dont il est diplômé en 1947. Puis, dans le service de microbiologie animale créé en 1948 sous la direction d'Henri Jacotot en remplacement du service des vaccins vétérinaires d'André Staub, il travaille sur diverses maladies animales : la myxomatose du lapin, dont il est un éminent spécialiste avec Jacotot et Vallée, la maladie de Teschen du porc, la brucellose (qu'il contractera lui-même sous une forme atténuée), le charbon, en collaboration avec Anne-Marie Staub, fille d'André Staub, et Jean Levaditi,.
En 1954, promu chef de laboratoire, il donne des leçons sur Bacillus anthracis et Erysipelothrix insidiosa ou Erysipelothrix rhusiopathiae (dénomination actuelle) au cours de microbiologie de l'Institut Pasteur.

## L'administrateur
En 1959, tout en continuant son travail de chercheur, il se tourne vers des activités administratives et devient trésorier de la Caisse de retraite du personnel scientifique de l'Institut Pasteur.
En 1964, la situation de l'Institut Pasteur est préoccupante (finances en péril, structures inadaptées…) ; Bernard Virat prend, avec ses collègues Élie Wollman et René Panthier, l'initiative de la création d'une commission d'étude pour la réforme de l'Institut Pasteur. Cette réforme va être mise en œuvre en 1966 par le directeur Pierre Mercier, qui était précédemment secrétaire général de l'Institut. Bernard Virat est élu membre du Conseil scientifique de l'Institut Pasteur où il exerce les fonctions de secrétaire, puis il est nommé membre de l'Assemblée de l'Institut Pasteur.
Néanmoins, continuant ses activités au service de microbiologie animale dirigé maintenant par André Vallée, il est promu chef de laboratoire hors-classe. Ainsi, durant ses vingt années de recherches il aura contribué, outre ce qui a été dit plus haut, à l’amélioration des techniques de diagnostic de la brucellose, de la pasteurellose, de la toxoplasmose, de la listériose, etc. Cette contribution scientifique a fait l’objet de soixante-dix articles, cosignés avec André Staub, Henri Jacotot et André Vallée et publiés pour la plupart dans les Annales de l’Institut Pasteur.
En octobre 1966, Bernard Virat devient, à la demande de Pierre Mercier, sous-directeur de l'Institut Pasteur, avec Élie Wollman et Hubert Marneffe et, en 1967, il contribue largement à l'élaboration des nouveaux statuts de l'Institut Pasteur.
En 1970, le nouveau directeur, Jacques Monod, prix Nobel de médecine avec ses collègues de l'Institut André Lwoff et François Jacob, le confirme dans ses fonctions de sous-directeur.
En 1972, il est nommé professeur de l'Institut Pasteur et membre du directoire d'Institut Pasteur Production.
En 1973, il reçoit les insignes de chevalier de la Légion d'honneur des mains de Jacques Monod, à l'occasion du 150e anniversaire de la naissance de Louis Pasteur.
Après le décès de Jacques Monod en 1976, il reste à son poste, sous la direction de François Gros, poste qu'il occupera jusqu'à son départ à la retraite en 1981.
Il se retire alors à Saint-Gilles-Croix-de-Vie (Vendée) où il meurt le 16 février 2003.

## Distinctions
- Chevalier de la Légion d'honneur
- Chevalier du Mérite agricole
- Chevalier de l'ordre du Mérite militaire
- Membre émérite de l'Académie vétérinaire de France et de plusieurs sociétés savantes (Société vétérinaire pratique, Société française de Microbiologie, Association mondiale des vétérinaires microbiologistes, immunologistes et spécialistes des maladies infectieuses…

## Sources
- Jean-Louis Guénet, « Éloge posthume de Bernard Virat », Bulletin de l'Académie vétérinaire de France, vol. 157, no 3,‎ 2004, p. 81-83 (lire en ligne, consulté le 26 septembre 2013).
- Service des archives de l'Institut Pasteur, « Repères chronologiques : Bernard Virat (1921 - 2003) », Institut Pasteur ;
- Service des archives de l'Institut Pasteur, « Fonds direction - Sous-direction Bernard Virat », Institut Pasteur.
- Service des archives de l'Institut Pasteur, « Fonds  laboratoires et services – Service de microbiologie animale », Institut Pasteur.